# Guisser
Guisser (en àrab ڭيسر, Gīsar; en amazic ⴳⵉⵙⴰⵔ) és una comuna rural de la província de Settat, a la regió de Casablanca-Settat, al Marroc. Segons el cens de 2014 tenia una població total de 12.289 persones.